# Campeonato de Primera B 2005-06 (Argentina)
La temporada de la Primera B 2005-06 fue la octogésima tercera edición del campeonato de tercera división del fútbol argentino en el orden de los clubes directamente afiliados a la AFA. Dio comienzo el 6 de agosto de 2005 y finalizó el 3 de junio de 2006. Fue disputado por 22 equipos.
Los nuevos equipos participantes son el ascendido Comunicaciones, campeón de la Primera C, Sarmiento de Junín y Defensores de Belgrano, peores promedios de los equipos metropolitanos de la Primera B Nacional, este último luego de perder un desempate ante Chacarita Juniors.
El campeón fue Platense, que ascendió directamente.

## Ascensos y descensos
| Posición | Descendido de la Primera B 2004-05 |
| -------- | ---------------------------------- |
| 21.º     | Argentino (R)                      |

| Posición | Ascendido de la Primera C 2004-05 |
| -------- | --------------------------------- |
| Campeón  | Comunicaciones                    |

| Posición | Ascendido a la Primera B Nacional 2005-06 |
| -------- | ----------------------------------------- |
| Campeón  | Tigre                                     |

| Posición | Descendidos de la Primera B Nacional 2004-05 |
| -------- | -------------------------------------------- |
| 19.º     | Defensores de Belgrano                       |
| 20.º     | Sarmiento (Junín)                            |

- De esta manera, el número de equipos se aumentó a 22.

## Equipos participantes
| Equipo                 | Localidad            | Estadio                      | Capacidad |
| ---------------------- | -------------------- | ---------------------------- | --------- |
| All Boys               | Buenos Aires         | Islas Malvinas               | 15.000    |
| Almirante Brown        | Isidro Casanova      | Fragata Presidente Sarmiento | 25 000    |
| Atlanta                | Buenos Aires         | Don León Kolbovsky           | 14.000    |
| Brown de Adrogué       | Adrogué              | Lorenzo Arandilla            | 4500      |
| Central Córdoba (R)    | Rosario              | Gabino Sosa                  | 10 000    |
| Comunicaciones         | Buenos Aires         | Alfredo Ramos                | 3500      |
| Def. de Cambaceres     | Ensenada             | 12 de Octubre                | 8500      |
| Defensores de Belgrano | Buenos Aires         | Juan Pasquale                | 10 000    |
| Deportivo Armenio      | Ingeniero Maschwitz  | Armenia                      | 10.500    |
| Social Español         | Buenos Aires         | Nueva España                 | 32 500    |
| Deportivo Laferrere    | Laferrere            | Ciudad de Laferrere          | 10.000    |
| Deportivo Morón        | Morón                | Nuevo Francisco Urbano       | 32 000    |
| Estudiantes            | Caseros              | Ciudad de Caseros            | 16 740    |
| Flandria               | Jáuregui             | Carlos V                     | 5000      |
| Los Andes              | Lomas de Zamora      | Eduardo Gallardón            | 36 942    |
| Platense               | Vicente López        | Ciudad de Vicente López      | 31 030    |
| San Telmo              | Dock Sud             | Dr. Osvaldo Baletto          | 5500      |
| Sarmiento              | Junín                | Eva Perón                    | 23 000    |
| Sportivo Italiano      | Ciudad Evita         | República de Italia          | 7000      |
| Talleres               | Remedios de Escalada | Talleres                     | 15 000    |
| Temperley              | Turdera              | Alfredo Beranger             | 22.000    |
| Tristán Suárez         | Tristán Suárez       | 20 de Octubre                | 15 000    |

### Distribución geográfica de los equipos
| Región                                   | Cant. | Equipos |
| ---------------------------------------- | ----- | --- |
| Conurbano bonaerense                     | 13    | Almirante Brown, Brown de Adrogué, Deportivo Armenio, Deportivo Laferrere, Deportivo Morón, Estudiantes (BA), Los Andes, Platense, San Telmo, Sportivo Italiano, Talleres, Temperley y Tristán Suárez |
| Ciudad de Buenos Aires                   | 5     | All Boys, Atlanta, Comunicaciones, Defensores de Belgrano y Deportivo Español |
| Interior de la provincia de Buenos Aires | 2     | Flandria y Sarmiento |
| Ciudad de Rosario                        | 1     | Central Córdoba |
| Gran La Plata                            | 1     | Defensores de Cambaceres |

## Formato

### Competición
El torneo se dividió en dos partes: en la primera fase hubo 2 zonas de 11 equipos cada una y se enfrentaron en choques de ida y vuelta con un interzonal por fecha, jugando un total de 22 fechas. Luego, en la segunda fase, jugaron a una sola rueda contra los 10 equipos del otro grupo. Además se repitieron los duelos interzonales en otras dos oportunidades, por lo que constó de 12 jornadas.

### Ascensos
Con la sumatoria de ambas fases, se estableció una Tabla General y el mejor ascendió a la Primera B Nacional
A su vez, los ocho equipos que, al finalizar la temporada, hubieran obtenido la mayor cantidad de puntos en dicha tabla, clasificaron al Torneo Reducido. El ganador del mismo disputó una promoción contra un equipo de la Primera B Nacional.

### Descensos
El equipo que al finalizar la temporada ocupó el último lugar de la tabla de promedios descendió a la Primera C, mientras que el que obtuvo el segundo peor promedio debió disputar una promoción ante un club de dicha categoría.

## Primera Fase

### Zona A
| Pos  | Equipo                 | Pts | PJ | PG | PE | PP | GF | GC | Dif |
| ---- | ---------------------- | --- | -- | -- | -- | -- | -- | -- | --- |
| 1.º  | Temperley              | 39  | 22 | 11 | 6  | 5  | 26 | 18 | 8   |
| 2.º  | Defensores de Belgrano | 35  | 22 | 9  | 8  | 5  | 30 | 25 | 5   |
| 3.º  | Deportivo Morón        | 34  | 22 | 9  | 7  | 6  | 26 | 19 | 7   |
| 4.º  | Talleres (RE)          | 34  | 22 | 10 | 4  | 8  | 29 | 29 | 0   |
| 5.º  | Tristán Suárez         | 32  | 22 | 8  | 8  | 6  | 22 | 21 | 1   |
| 6.º  | All Boys               | 32  | 22 | 9  | 5  | 8  | 29 | 33 | -4  |
| 7.º  | Central Córdoba (R)    | 29  | 22 | 8  | 5  | 9  | 32 | 34 | -2  |
| 8.º  | Flandria               | 27  | 22 | 6  | 9  | 7  | 17 | 18 | -1  |
| 9.º  | Deportivo Laferrere    | 24  | 22 | 5  | 9  | 8  | 21 | 23 | -2  |
| 10.º | Sportivo Italiano      | 18  | 22 | 3  | 9  | 10 | 17 | 26 | -9  |
| 11.º | Comunicaciones         | 17  | 22 | 3  | 8  | 11 | 24 | 32 | -8  |

### Zona B
| Pos  | Equipo             | Pts | PJ | PG | PE | PP | GF | GC | Dif |
| ---- | ------------------ | --- | -- | -- | -- | -- | -- | -- | --- |
| 1.º  | Platense           | 42  | 22 | 12 | 6  | 4  | 36 | 20 | 16  |
| 2.º  | Sarmiento de Junín | 36  | 22 | 10 | 6  | 6  | 43 | 31 | 12  |
| 3.º  | Deportivo Armenio  | 36  | 22 | 10 | 6  | 6  | 24 | 19 | 5   |
| 4.º  | Social Español     | 31  | 22 | 7  | 10 | 5  | 24 | 23 | 1   |
| 5.º  | Almirante Brown    | 30  | 22 | 8  | 6  | 8  | 33 | 30 | 3   |
| 6.º  | Atlanta            | 30  | 22 | 8  | 6  | 8  | 31 | 29 | 2   |
| 7.º  | Estudiantes        | 30  | 22 | 6  | 12 | 4  | 22 | 20 | 2   |
| 8.º  | Def. de Cambaceres | 25  | 22 | 5  | 10 | 7  | 25 | 29 | -4  |
| 9.º  | San Telmo          | 22  | 22 | 4  | 10 | 8  | 16 | 25 | -9  |
| 10.º | Los Andes          | 19  | 22 | 3  | 10 | 9  | 21 | 28 | -7  |
| 11.º | Brown de Adrogué   | 17  | 22 | 3  | 8  | 11 | 22 | 40 | -18 |

## Segunda Fase
| Pos  | Equipo                 | Pts | PJ | PG | PE | PP | GF | GC | Dif |
| ---- | ---------------------- | --- | -- | -- | -- | -- | -- | -- | --- |
| 1.º  | Central Córdoba (R)    | 23  | 12 | 7  | 2  | 3  | 22 | 10 | 12  |
| 2.º  | Deportivo Morón        | 22  | 12 | 6  | 4  | 2  | 25 | 17 | 8   |
| 3.º  | Sarmiento de Junín     | 22  | 12 | 6  | 4  | 2  | 17 | 11 | 6   |
| 4.º  | Estudiantes            | 21  | 12 | 5  | 6  | 1  | 9  | 5  | 4   |
| 5.º  | Defensores de Belgrano | 20  | 12 | 5  | 5  | 2  | 15 | 10 | 5   |
| 6.º  | Temperley              | 19  | 12 | 5  | 4  | 3  | 15 | 12 | 3   |
| 7.º  | Sportivo Italiano      | 18  | 12 | 4  | 6  | 2  | 21 | 16 | 5   |
| 8.º  | Social Español         | 18  | 12 | 5  | 3  | 4  | 21 | 17 | 4   |
| 9.º  | Comunicaciones         | 18  | 12 | 5  | 3  | 4  | 11 | 8  | 3   |
| 10.º | Almirante Brown        | 18  | 12 | 6  | 0  | 6  | 16 | 21 | -5  |
| 11.º | Platense               | 17  | 12 | 4  | 5  | 3  | 21 | 15 | 6   |
| 12.º | Talleres (RE)          | 17  | 12 | 5  | 2  | 5  | 13 | 15 | -2  |
| 13.º | Los Andes              | 16  | 12 | 4  | 4  | 4  | 15 | 12 | 3   |
| 14.º | All Boys               | 16  | 12 | 4  | 4  | 4  | 17 | 15 | 2   |
| 15.º | Flandria               | 16  | 12 | 4  | 4  | 4  | 12 | 13 | -1  |
| 16.º | Deportivo Armenio      | 16  | 12 | 4  | 4  | 4  | 10 | 11 | -1  |
| 17.º | Atlanta                | 16  | 12 | 4  | 4  | 4  | 11 | 14 | -3  |
| 18.º | Tristán Suárez         | 12  | 12 | 3  | 3  | 6  | 16 | 17 | -1  |
| 19.º | Brown de Adrogué       | 8   | 12 | 2  | 2  | 8  | 11 | 24 | -3  |
| 20.º | San Telmo              | 8   | 12 | 1  | 5  | 6  | 9  | 20 | -11 |
| 21.º | Deportivo Laferrere    | 7   | 12 | 1  | 4  | 7  | 6  | 15 | -9  |
| 22.º | Cambaceres             | 7   | 12 | 1  | 4  | 7  | 6  | 15 | -9  |

## Tabla de posiciones final del campeonato
| Pos  | Equipo                 | Pts | PJ | PG | PE | PP | GF | GC | Dif |
| ---- | ---------------------- | --- | -- | -- | -- | -- | -- | -- | --- |
| 1.º  | Platense               | 59  | 34 | 16 | 11 | 7  | 57 | 35 | 22  |
| 2.º  | Sarmiento de Junín     | 58  | 34 | 16 | 10 | 8  | 60 | 42 | 18  |
| 3.º  | Temperley              | 58  | 34 | 16 | 10 | 8  | 41 | 30 | 11  |
| 4.º  | Deportivo Morón        | 56  | 34 | 15 | 11 | 8  | 51 | 36 | 15  |
| 5.º  | Defensores de Belgrano | 55  | 34 | 14 | 13 | 7  | 45 | 35 | 10  |
| 6.º  | Central Córdoba (R)    | 52  | 34 | 15 | 7  | 12 | 54 | 44 | 10  |
| 7.º  | Deportivo Armenio      | 52  | 34 | 14 | 10 | 10 | 34 | 30 | 4   |
| 8.º  | Estudiantes            | 51  | 34 | 11 | 18 | 5  | 31 | 25 | 6   |
| 9.º  | Talleres (RE)          | 51  | 34 | 15 | 6  | 13 | 42 | 44 | -2  |
| 10.º | Social Español         | 49  | 34 | 12 | 13 | 9  | 45 | 40 | 5   |
| 11.º | Almirante Brown        | 48  | 34 | 14 | 6  | 14 | 49 | 51 | -2  |
| 12.º | All Boys               | 48  | 34 | 13 | 9  | 12 | 46 | 48 | -2  |
| 13.º | Atlanta                | 46  | 34 | 12 | 10 | 12 | 42 | 43 | -1  |
| 14.º | Tristán Suárez         | 44  | 34 | 11 | 11 | 12 | 33 | 38 | -5  |
| 15.º | Flandria               | 43  | 34 | 10 | 13 | 11 | 29 | 31 | -2  |
| 16.º | Sportivo Italiano      | 36  | 34 | 7  | 15 | 12 | 38 | 42 | -4  |
| 17.º | Los Andes              | 35  | 34 | 7  | 14 | 13 | 36 | 40 | -4  |
| 18.º | Comunicaciones         | 35  | 34 | 8  | 11 | 15 | 35 | 40 | -5  |
| 19.º | Cambaceres             | 32  | 34 | 6  | 14 | 14 | 33 | 47 | -14 |
| 20.º | Deportivo Laferrere    | 31  | 34 | 6  | 13 | 15 | 27 | 38 | -11 |
| 21.º | San Telmo              | 30  | 34 | 5  | 15 | 14 | 25 | 45 | -20 |
| 22.º | Brown de Adrogué       | 25  | 34 | 5  | 10 | 19 | 33 | 64 | -31 |

|  |                                                                                           |
|  | Campeón del torneo. Ascendió a la Primera B Nacional                                      |
|  | Participaron del Torneo Reducido por una promoción con un equipo de la Primera B Nacional |
|  | Ganador del Torneo Reducido                                                               |

## Tabla de Promedios
| Pos  | Equipo                 | PJ  | 2003-04 | 2004-05 | 2005-06 | Pts | Promedio |
| 1.º  | Sarmiento de Junín     | 76  | 76      | 0       | 58      | 134 | 1,763    |
| 2.º  | Atlanta                | 116 | 81      | 67      | 46      | 194 | 1,672    |
| 3.º  | Defensores de Belgrano | 34  | 0       | 0       | 55      | 55  | 1,618    |
| 4.º  | Tristán Suárez         | 116 | 81      | 62      | 44      | 187 | 1,612    |
| 5.º  | Deportivo Morón        | 116 | 69      | 62      | 56      | 187 | 1,612    |
| 6.º  | Platense               | 116 | 51      | 73      | 59      | 183 | 1,578    |
| 7.º  | All Boys               | 116 | 64      | 60      | 48      | 172 | 1,483    |
| 8.º  | Estudiantes            | 116 | 71      | 50      | 51      | 172 | 1,483    |
| 9.º  | Central Córdoba (R)    | 116 | 67      | 50      | 52      | 169 | 1,457    |
| 10.º | Almirante Brown        | 116 | 77      | 38      | 48      | 163 | 1,405    |
| 11.º | Temperley              | 116 | 53      | 51      | 58      | 162 | 1,397    |
| 12.º | Los Andes              | 74  | 0       | 64      | 35      | 99  | 1,338    |
| 13.º | Sportivo Italiano      | 116 | 54      | 65      | 36      | 155 | 1,336    |
| 14.º | Deportivo Armenio      | 116 | 42      | 60      | 52      | 154 | 1,328    |
| 15.º | Flandria               | 116 | 71      | 37      | 43      | 151 | 1,302    |
| 16.º | Talleres (RE)          | 116 | 38      | 57      | 51      | 146 | 1,259    |
| 17.º | Social Español         | 116 | 48      | 44      | 49      | 141 | 1,216    |
| 18.º | Brown de Adrogué       | 116 | 45      | 53      | 25      | 123 | 1,060    |
| 19.º | San Telmo              | 116 | 53      | 37      | 30      | 120 | 1,034    |
| 20.º | Comunicaciones         | 34  | 0       | 0       | 35      | 35  | 1,029    |
| 21.º | Cambaceres             | 116 | 44      | 40      | 32      | 116 | 1,000    |
| 22.º | Deportivo Laferrere    | 116 | 42      | 31      | 31      | 104 | 0,897    |

|  | Jugara la promoción con el ganador del reducido de la Primera C. |
|  | Descendió directamente a la Primera C                            |

## Torneo reducido
Los ocho equipos que sumaron la mayor cantidad de puntos en la sumatoria total de puntos al finalizar la temporada (excluyendo al campeón) se clasificaron para jugar el Reducido. El mismo consiste en un torneo por eliminación directa. Los equipos fueron emparejados según sus posiciones en la tabla final, siendo los enfrentamientos 2.º contra 9.º, 3.º contra 8.º, 4.º contra 7.º y 5.º contra 6.º. Todas las rondas se disputaron a partido único, actuando como local el equipo mejor ubicado en la tabla. En caso de empates, el ganador se resolvió a partir de tiros desde el punto del penal.
El ganador fue el Deportivo Morón que se clasificó para disputar una promoción contra un equipo de la Primera B Nacional.
|  | Cuartos de final       | Cuartos de final | Cuartos de final    |                     |   | Semifinales | Semifinales | Semifinales |  |  | Final           | Final      | Final      |
|  | 21 de mayo             | 21 de mayo       | 21 de mayo          |                     |   | 24 de mayo  | 24 de mayo  | 24 de mayo  |  |  | 28 de mayo      | 28 de mayo | 28 de mayo |
|  |                        |                  |                     |                     |   |             |             |             |  |  |                 |            |            |
|  | Sarmiento de Junín     | 1                |                     |                     |   |             |             |             |  |  |                 |            |            |
|  | Talleres (RE)          | 3                |                     |                     |   |             |             |             |  |  |                 |            |            |
|  | Talleres (RE)          | 3                |                     | Deportivo Morón     | 2 |             |             |             |  |  |                 |            |            |
|  |                        |                  |                     | Deportivo Morón     | 2 |             |             |             |  |  |                 |            |            |
|  |                        | Talleres (RE)    | 1                   |                     |   |             |             |             |  |  |                 |            |            |
|  | Deportivo Morón        | Talleres (RE)    | 1                   | 1                   |   |             |             |             |  |  |                 |            |            |
|  | Deportivo Morón        |                  |                     | 1                   |   |             |             |             |  |  |                 |            |            |
|  | Deportivo Armenio      | 0                |                     |                     |   |             |             |             |  |  |                 |            |            |
|  |                        |                  |                     |                     |   |             |             |             |  |  | Deportivo Morón | 2          |            |
|  |                        |                  | Central Córdoba (R) | 1                   |   |             |             |             |  |  |                 |            |            |
|  | Temperley              | 2 (4)            |                     |                     |   |             |             |             |  |  |                 |            |            |
|  | Estudiantes (BA)       | 2 (5)            |                     |                     |   |             |             |             |  |  |                 |            |            |
|  | Estudiantes (BA)       | 2 (5)            |                     | Central Córdoba (R) | 3 |             |             |             |  |  |                 |            |            |
|  |                        |                  |                     | Central Córdoba (R) | 3 |             |             |             |  |  |                 |            |            |
|  |                        | Estudiantes (BA) | 2                   |                     |   |             |             |             |  |  |                 |            |            |
|  | Defensores de Belgrano | Estudiantes (BA) | 2                   | 0                   |   |             |             |             |  |  |                 |            |            |
|  | Defensores de Belgrano |                  |                     | 0                   |   |             |             |             |  |  |                 |            |            |
|  | Central Córdoba (R)    | 2                |                     |                     |   |             |             |             |  |  |                 |            |            |

## Promoción con Primera B Nacional
La disputaron el ganador del Torneo Reducido (Deportivo Morón) y el segundo peor promedio de los equipos afiliados a AFA de la Primera B Nacional, Defensa y Justicia.
|  |

| Promoción con Primera B Nacional                                                              | Promoción con Primera B Nacional | Promoción con Primera B Nacional | Promoción con Primera B Nacional | Promoción con Primera B Nacional |
| Local                                                                                         | Resultado                        | Visitante                        | Estadio                          | Fecha                            |
| --------------------------------------------------------------------------------------------- | -------------------------------- | -------------------------------- | -------------------------------- | -------------------------------- |
| Deportivo Morón                                                                               | 1 - 1                            | Defensa y Justicia               | Francisco Urbano                 | 31 de mayo                       |
| Defensa y Justicia                                                                            | 3 - 3                            | Deportivo Morón                  | Norberto Tomaghello              | 3 de junio                       |
| Defensa y Justicia mantuvo la categoría gracias a la ventaja deportiva con un global de 4 - 4 |                                  |                                  |                                  |                                  |

## Promoción con Primera C
El Club Defensores de Cambaceres debió revalidar su plaza frente a Deportivo Merlo.
|  |

| Promoción con Primera C                                              | Promoción con Primera C | Promoción con Primera C  | Promoción con Primera C      | Promoción con Primera C |
| Local                                                                | Resultado               | Visitante                | Estadio                      | Fecha                   |
| -------------------------------------------------------------------- | ----------------------- | ------------------------ | ---------------------------- | ----------------------- |
| Excursionistas                                                       | 1 - 0                   | Defensores de Cambaceres | El Coliseo del Bajo Belgrano | 27 de mayo              |
| Defensores de Cambaceres                                             | 3 - 1                   | Excursionistas           | Estadio 12 de octubre        | 3 de junio              |
| Defensores de Cambaceres mantuvo la categoría con un global de 3 - 2 |                         |                          |                              |                         |